# 京盛宇
京盛宇（きょうせいう）は、台湾にある製茶会社。台湾茶のみ販売し、台湾茶の茶葉やティーバッグを生産している。

## 沿革
- 2009年9月 台北市忠孝東路六段で開業
- 2012年1月，誠品敦南店で茶系飲料のドリングスタンドのチェーン店を開業
- 2013年8月，誠品松菸店でチェーン店を開く
- 2013年11月 新光三越デパートの台北站前店でチェーン店を開く
- 2015年5月   台北松山駅でチェーン店を開く
- 2016年1月，日本三井OUTLET PARKでチェーン店を開く
- 2016年9月，新光三越デパートの信義A11でチェーン店を開く
- 2018年1月，中国の深圳深業ででチェーン店を開く
- 2018年12月 台中の日本三井OUTLET PARKでチェーン店を開く
- 2019年10月 台北の永康街 永康概念店を開く